# كأس تونس للكرة الطائرة للرجال 1998–99
كأس تونس للكرة الطائرة للرجال 1998-1999 هو الموسم رقم 43 من كأس تونس للكرة الطائرة للرجال.

فاز بهذا الموسم الترجي الرياضي التونسي.

## روابط خارجية
- الموقع الرسمي للجامعة التونسية للكرة الطائرة.